# Коуз, Джон
Джон Коуз (англ. John Cawse; 1779—1862) — британский художник.

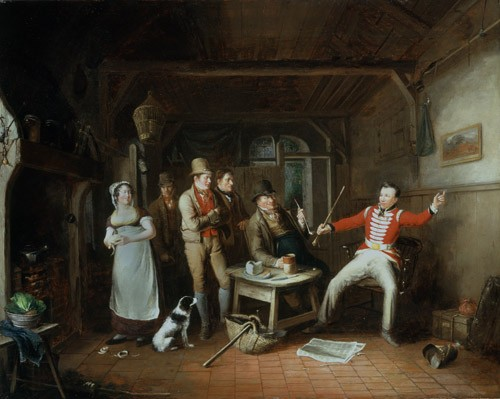
«Солдат, рассказывающий о своих подвигах» (1821)

Коуз родился в 1778 году. Был сыном Чарльза Вудраффа Коуза и его жены Мэри. На раннем этапе творчества работал преимущественно как карикатурист — известен, в частности, откликом на французский переворот 18 брюмера «Сатана возвращается из египетской земли. Обнаружен в Совете, вместе с Бельзебубом и Белиалом» (англ. Satans, returns from Egypt earth. Discovered in Council, with Belzebub & Belial; 1799), изображающим Наполеона в виде Сатаны. В дальнейшем работал в большей степени как портретист, в 1801—1844 гг. участвовал в выставках Королевской академии художеств. Известен принадлежащий ему последний прижизненный портрет Карла Марии фон Вебера, находящийся в собрании Королевского колледжа музыки. Опубликовал пособие «Введение в живопись масляными красками» (англ. Introduction to the Art of Painting in Oil Colours; 1822, 2-е изд. 1829) и более подробное «Искусство писать портреты, пейзажи, животных, занавесы и др. масляными красками, практически объяснённое в цветовых таблицах» (англ. The Art Of Painting Portraits, Landscapes, Animals, Draperies, Satins &C In Oil Colours: Practically Explained By Coloured Palettes; 1840). В частной студии Коуза в лондонском районе Ковент-Гарден в юности учился живописи Эдуард Мэтью Уорд.
Он женился на Мэри Фрейзер. Две их дочери, Мэри и Гарриет, стали оперными певцами.Третья дочь, Кларисса Сабина, стала художницей.